# مارتن سيمبسون
مارتن سيمبسون (بالإنجليزية: Martin Simpson)‏ هو كاتب أغاني ومغن مؤلف بريطاني، ولد في 5 مايو 1953 في Scunthorpe ‏ في المملكة المتحدة.

## وصلات خارجية
- الموقع الرسمي
- مارتن سيمبسون على موقع ميوزك برينز (الإنجليزية)
- مارتن سيمبسون على موقع ديسكوغز (الإنجليزية)